# City Bowl League 2017
La City Bowl League 2017 è stata la 3ª edizione dell'omonimo torneo di football americano.

## Squadre partecipanti
| Club                     | Città        | Stadio | Sponsor ufficiale | Risultato nella stagione 2016 |
| ------------------------ | ------------ | ------ | ----------------- | ----------------------------- |
| Beijing Cyclones         | Pechino      |        |                   |                               |
| Changsha Revolutionaries | Changsha     |        |                   |                               |
| Chengdu Mustangs         | Chengdu      |        |                   |                               |
| Dalian Poseidon          | Dalian       |        |                   |                               |
| Guangzhou Goats          | Canton       |        |                   |                               |
| Guiyang Jungle Fighters  | Guiyang      |        |                   |                               |
| Hangzhou Ospreys         | Hangzhou     |        |                   |                               |
| Jiaxing Hornets          | Jiaxing      |        |                   |                               |
| Jinan Mammoths           | Jinan        |        |                   |                               |
| Nanchang Gun Cavalry     | Nanchang     |        |                   |                               |
| Nanjing Emperor Kings    | Nanchino     |        |                   |                               |
| Shanghai Fudan Dragoons  | Shanghai     |        |                   |                               |
| Shanghai Street Cats     | Shanghai     |        |                   |                               |
| Shenyang Hunters         | Shenyang     |        |                   |                               |
| Shenzhen Buffaloes       | Shenzhen     |        |                   |                               |
| Shihezi Pioneers         | Shihezi      |        |                   |                               |
| Shijiazhuang Liberators  | Shijiazhuang |        |                   |                               |
| Suzhou Blue Knights      | Suzhou       |        |                   |                               |
| Tianjin Black Sails      | Tientsin     |        |                   |                               |
| Tianjin Pirates          | Tientsin     |        |                   |                               |
| Urumqi Wranglers         | Ürümqi       |        |                   |                               |
| Wenzhou Redbucks         | Wenzhou      |        |                   |                               |
| Wuhan Griffins           | Wuhan        |        |                   |                               |
| Wuxi Tridents            | Wuxi         |        |                   |                               |
| Zhuhai Berserkers        | Zhuhai       |        |                   |                               |

## Stagione regolare

### Calendario

#### 1ª giornata
| 8 aprile 2017 | Jinan Mammoths | 6 – 19 | Tianjin Black Sails |  |

#### 2ª giornata
| 16 aprile 2017 | Nanjing Emperor Kings | 7 – 35 | Suzhou Blue Knights |  |

#### 3ª giornata
| 22 aprile 2017 | Jiaxing Hornets | 13 – 27 | Wuhan Griffins |  |

| 23 aprile 2017 | Changsha Revolutionaries | 7 – 51 | Shijiazhuang Liberators |  |

#### 4ª giornata
| 30 aprile 2017 | Shenyang Hunters | 12 – 6 | Tianjin Black Sails |  |

#### 5ª giornata
| 13 maggio 2017 | Nanchang Gun Cavalry | 47 – 0 | Changsha Revolutionaries |  |

| 13 maggio 2017 | Suzhou Blue Knights | 25 – 6 | Hangzhou Ospreys |  |

#### 6ª giornata
| 20 maggio 2017 | Tianjin Black Sails | 14 – 13 | Beijing Cyclones |  |

| 20 maggio 2017 | Wuhan Griffins | 24 – 14 | Wenzhou Redbucks |  |

#### 7ª giornata
| 29 maggio 2017 | Chengdu Mustangs | 7 – 19 | Shenyang Hunters |  |

#### 8ª giornata
| 10 giugno 2017 | Beijing Cyclones | 30 – 0 | Wuhan Griffins |  |

| 10 giugno 2017 | Shenzhen Buffaloes | 7 – 15 | Zhuhai Berserkers |  |

| 10 giugno 2017 | Urumqi Wranglers | 12 – 42 | Shihezi Pioneers |  |

#### 9ª giornata
| 17 giugno 2017 | Tianjin Black Sails | 13 – 8 | Nanchang Gun Cavalry |  |

#### 10ª giornata
| 24 giugno 2017 | Chengdu Mustangs | 0 – 53 | Shanghai Street Cats |  |

| 24 giugno 2017 | Shijiazhuang Liberators | 6 – 30 | Jinan Mammoths |  |

| 25 giugno 2017 | Jiaxing Hornets | 0 – 24 | Suzhou Blue Knights |  |

#### 11ª giornata
| 8 luglio 2017 | Dalian Poseidon | 8 – 56 | Beijing Cyclones |  |

#### 12ª giornata
| 15 luglio 2017 | Jinan Mammoths | 6 – 0 | Hangzhou Ospreys |  |

| 15 luglio 2017 | Nanchang Gun Cavalry | 60 – 0 | Guiyang Jungle Fighters |  |

#### 13ª giornata
| 29 luglio 2017 | Shihezi Pioneers | 0 – 10 | Urumqi Wranglers |  |

#### 14ª giornata
| 5 agosto 2017 | Dalian Poseidon | 8 – 35 | Shenyang Hunters |  |

#### 15ª giornata
| 12 agosto 2017 | Shanghai Street Cats | 34 – 6 | Wenzhou Redbucks |  |

#### 16ª giornata
| 2 settembre 2017 | Beijing Cyclones | 0 – 22 | Shenyang Hunters |  |

#### 17ª giornata
| 9 settembre 2017 | Shanghai Street Cats | 38 – 0 | Nanchang Gun Cavalry |  |

#### 18ª giornata
| 16 settembre 2017 | Suzhou Blue Knights | 30 – 6 | Jinan Mammoths |  |

#### 19ª giornata
| 23 settembre 2017 | Hangzhou Ospreys | 38 – 6 | Jiaxing Hornets |  |

| 23 settembre 2017 | Guangzhou Goats | 14 – 32 | Wuhan Griffins |  |

| 23 settembre 2017 | Changsha Revolutionaries | 6 – 12 | Guiyang Jungle Fighters |  |

#### 20ª giornata
| 14 ottobre 2017 | Hangzhou Ospreys | 0 – 14 | Shanghai Street Cats |  |

| 15 ottobre 2017 | Wuxi Tridents | 20 – 18 | Shanghai Fudan Dragoons |  |

#### 21ª giornata
| 21 ottobre 2017 | Chengdu Mustangs | 12 – 40 | Beijing Cyclones |  |

| 21 ottobre 2017 | Shenyang Hunters | 54 – 0 | Dalian Poseidon |  |

#### 22ª giornata
| 28 ottobre 2017 | Nanchang Gun Cavalry | 24 – 8 | Suzhou Blue Knights |  |

| 28 ottobre 2017 | Wenzhou Redbucks | 0 – 38 | Wuhan Griffins |  |

#### 23ª giornata
| 5 novembre 2017 | Jinan Mammoths | 8 – 14 | Tianjin Black Sails |  |

#### 24ª giornata
| 18 novembre 2017 | Wenzhou Redbucks | 25 – 18 | Shanghai Fudan Dragoons |  |

#### 25ª giornata
| 25 novembre 2017 | Wuhan Griffins | 46 – 24 | Jiaxing Hornets |  |

| 25 novembre 2017 | Guangzhou Goats | 22 – 0 | Guiyang Jungle Fighters |  |

| 26 novembre 2017 | Suzhou Blue Knights | 30 – 6 | Wuxi Tridents |  |

#### 26ª giornata
| 3 dicembre 2017 | Shanghai Fudan Dragoons | 8 – 20 | Hangzhou Ospreys |  |

#### 27ª giornata
| 9 dicembre 2017 | Wenzhou Redbucks | 48 – 32 | Nanchang Gun Cavalry |  |

### Classifica
La classifica della regular season è la seguente:
- PCT = percentuale di vittorie, G = partite giocate, V = partite vinte,  P = partite perse, PF = punti fatti, PS = punti subiti

| Pos. | Squadra                  | PCT   | Punteggio | G | V | N | P | PF  | PS  |
| ---- | ------------------------ | ----- | --------- | - | - | - | - | --- | --- |
| 1    | Shanghai Street Cats     | 1.000 | 0.8628    | 4 | 4 | 0 | 0 | 139 | 6   |
| 2    | Shenyang Hunters         | 1.000 | 0.8536    | 5 | 5 | 0 | 0 | 142 | 21  |
| 3    | Suzhou Blue Knights      | .833  | 0.7467    | 6 | 5 | 0 | 1 | 152 | 49  |
| 4    | Tianjin Black Sails      | .800  | 0.5818    | 5 | 4 | 0 | 1 | 66  | 47  |
| 5    | Beijing Cyclones         | .600  | 0.5552    | 5 | 3 | 0 | 2 | 139 | 56  |
| 6    | Wuhan Griffins           | .833  | 0.3521    | 6 | 5 | 0 | 1 | 167 | 95  |
| 7    | Jinan Mammoths           | .400  | 0.2043    | 5 | 2 | 0 | 3 | 56  | 69  |
| 8    | Nanchang Gun Cavalry     | .500  | 0.1883    | 6 | 3 | 0 | 3 | 171 | 107 |
| 9    | Zhuhai Berserkers        | 1.000 | -         | 1 | 1 | 0 | 0 | 15  | 7   |
| 10   | Shijiazhuang Liberators  | .500  | -         | 2 | 1 | 0 | 1 | 57  | 37  |
| 11   | Shihezi Pioneers         | .500  | -         | 2 | 1 | 0 | 1 | 42  | 22  |
| 12   | Guangzhou Goats          | .500  | -         | 2 | 1 | 0 | 1 | 36  | 32  |
| 13   | Urumqi Wranglers         | .500  | -         | 2 | 1 | 0 | 1 | 22  | 42  |
| 14   | Wuxi Tridents            | .500  | -         | 2 | 1 | 0 | 1 | 26  | 48  |
| 15   | Hangzhou Ospreys         | .400  | -         | 5 | 2 | 0 | 3 | 64  | 59  |
| 16   | Wenzhou Redbucks         | .400  | -         | 5 | 2 | 0 | 3 | 93  | 146 |
| 17   | Guiyang Jungle Fighters  | .333  | -         | 3 | 1 | 0 | 2 | 12  | 88  |
| 18   | Shenzhen Buffaloes       | .000  | -         | 1 | 0 | 0 | 1 | 7   | 15  |
| 19   | Nanjing Emperor Kings    | .000  | -         | 1 | 0 | 0 | 1 | 7   | 35  |
| 20   | Shanghai Fudan Dragoons  | .000  | -         | 3 | 0 | 0 | 3 | 44  | 65  |
| 21   | Chengdu Mustangs         | .000  | -         | 3 | 0 | 0 | 3 | 19  | 112 |
| 22   | Changsha Revolutionaries | .000  | -         | 3 | 0 | 0 | 3 | 13  | 110 |
| 23   | Dalian Poseidon          | .000  | -         | 3 | 0 | 0 | 3 | 16  | 145 |
| 24   | Jiaxing Hornets          | .000  | -         | 4 | 0 | 0 | 4 | 43  | 135 |
| -    | Tianjin Pirates          | -     | -         | - | - | - | - | -   | -   |

## III Finale
| 9 dicembre 2017 | Shanghai Street Cats | 24 – 12 | Shenyang Hunters |  |

## Verdetti
- Shanghai Street Cats Campioni della CBL 2017